# قبة شجرة الدر
ضريح شجرة الدّر ، هو أحد المساجد التي انشئت في عصر الدولة الايوبية في مصر. يقع في قسم الخليفة بالقاهرة وينسب إلى شجرة الدر.

## وصفه
الضريح مبنى من الآجر ويتخلله أنصاف جزوع نخيل، وهو يشبه ضريح الخلفاء من حيث الزخارف الخارجية ولكنه أكبر قليلا من حيث المساحة إذ يبلغ طول كل ضلع من أضلاعه 7 أمتار تقريبا من الداخل ويتوسط ثلاثة من أضلاعه باب ، كما هو الحال في مشهد يحيى الشبيهى والخلفاء العباسيين. أما الضلع الرابع في الجهة الجنوبية الشرقية فيوجد به المحراب. والأبواب مستطيلة ويعلوها عتب خشبى يعلوه عقد عاتق من الآجر.

## وصلات خارجية
- آثار القاهرة الإسلامية-قبة شجرة الدر